# Wágner (ur. 1973)
Wágner, właśc. Wágner Pires de Almeida (ur. 27 grudnia 1973 w Votuporandze) – brazylijski piłkarz występujący na pozycji pomocnika lub napastnika.

## Kariera klubowa
Karierę na poziomie seniorskim rozpoczął w 1993 roku w amatorskim klubie Fernandópolis FC, grającym w Campeonato Paulista B1 (IV dywizja stanowa). Następnie występował w EC XV de Novembro, z którym w 1995 roku awansował do Série B. W sezonie 1997 grał w União São João EC, w barwach którego zadebiutował w Série A i ostatecznie spadł z ligi po zajęciu przez jego zespół ostatniego, 26. miejsca w tabeli. W 1998 roku przeszedł on do Mirassol FC (Campeonato Paulista Série A2). Na początku 1999 roku został graczem klubu Botafogo FC, dla którego rozegrał w brazylijskie ekstraklasie 17 spotkań, w których zdobył 4 bramki. Latem 1999 roku odszedł on do EC Santo André, gdzie grał przez kolejny rok na poziomie Campeonato Paulista Série A2.
W połowie 2000 roku Wágner został zawodnikiem AD São Caetano (Série B), które decyzją União dos Grandes Clubes do Futebol Brasileiro i CBF wzięło udział w turnieju o mistrzostwo Brazylii za sezon 2000, zorganizowanym pod nazwą Copa João Havelange. Wywalczył on ze swoim zespołem tytuł wicemistrzowski, ulegając w dwumeczu finałowym CR Vasco da Gama (1:1 i 1:3). Przed rozpoczęciem sezonu 2001 CFB przyznała AD São Caetano prawo gry w Série A. We wrześniu 2001 roku Wágner został na 4 miesiące wypożyczony do japońskiego klubu Cerezo Osaka, gdzie zaliczył 8 spotkań na poziomie J1 League. W latach 2003–2005 grał on nieprzerwanie w najwyższej brazylijskiej klasie rozgrywkowej jako piłkarz kolejno: Guarani FC, Atlético Mineiro oraz Figueirense FC, z którego w drugiej połowie 2005 roku wypożyczono go do drugoligowego wówczas Guarani FC.
W styczniu 2006 roku Wágner dołączył do przebywającego na zgrupowaniu w Brazylii zespołu Pogoni Szczecin, po czym podpisał z klubem półroczny kontrakt. 11 marca 2006 zadebiutował w I lidze w  przegranym 0:3 meczu przeciwko Amice Wronki. W trakcie trwania rundy wiosennej sezonu 2005/06, w której rozegrał 7 spotkań bez zdobytej bramki, opuścił klub i powrócił do Brazylii. Od połowy 2006 roku grał on w rodzimych zespołach występujących na niższych szczeblach rozgrywkowych. W 2010 roku zakończył karierę jako gracz amatorskiego Sertãozinho EC i zajął się szkoleniem młodzieży.